# Psammphiletria
Psammphiletria es un género de peces actinopeterigios de agua dulce, distribuidos por ríos de África.

## Especies
Existen solamente dos especies reconocidas en este género:
- Psammphiletria delicata Roberts, 2003
- Psammphiletria nasuta Roberts, 2003